# Milão-Sanremo de 2020
A 111.ª edição da clássica ciclista Milão-Sanremo era uma carreira de ciclismo de estrada em Itália que celebrar-se-ia a 21 de março de 2020 entre a cidade de Milão e San Remo. No entanto, devido à epidemia de coronavirus no mundo, onde a Itália tem confirmado mais de 4.000 casos da doença em seu território, a carreira foi cancelada..
A carreira faria parte do UCI WorldTour de 2020, onde era a oitava competição do calendário de máxima categoria mundial. É ademais seria o primeiro dos cinco monumentos do ciclismo da temporada.

## Classificação final
- As classificações finalizaram da seguinte forma:[2]

| \| Classificação geral \| Classificação geral \| Classificação geral \| Classificação geral \| Classificação geral \| \| Ciclista \| Ciclista \| Equipe \| Tempo \| \| \| ------------------- \| -------------------- \| --------------------- \| ------------------- \| ------------------- \| \| 1. \| Wout van Aert \| Jumbo-Visma \| 7h16m09s \| \| \| 2. \| Julian Alaphilippe \| Deceuninck-Quick Step \| + 0s \| \| \| 3. \| Michael Matthews \| Team Sunweb \| + 2s \| \| \| 4. \| Peter Sagan \| Bora-Hansgrohe \| + 2s \| \| \| 5. \| Giacomo Nizzolo \| NTT Pro Cycling \| + 2s \| \| \| 6. \| Dion Smith \| Mitchelton-Scott \| + 2s \| \| \| 7. \| Alex Aranburu \| Astana \| + 2s \| \| \| 8. \| Greg Van Avermaet \| CCC Team \| + 2s \| \| \| 9. \| Philippe Gilbert \| Lotto-Soudal \| + 2s \| \| \| 10. \| Matej Mohorič \| Bahrain McLaren \| + 2s \| \| \| 11. \| Andrea Vendrame \| AG2R La Mondiale \| + 2s \| \| \| 12. \| Tadej Pogačar \| UAE Team Emirates \| + 2s \| \| \| 13. \| Mathieu van der Poel \| Alpecin-Fenix \| + 2s \| \| \| 14. \| Oliver Naesen \| AG2R La Mondiale \| + 2s \| \| \| 15. \| Michał Kwiatkowski \| Team Ineos \| + 2s \| \| \| 16. \| Davide Formolo \| UAE Team Emirates \| + 2s \| \| \| 17. \| Matteo Jorgenson \| Movistar Team \| + 2s \| \| \| 18. \| Alberto Bettiol \| EF Pro Cycling \| + 2s \| \| \| 19. \| Zdeněk Štybar \| Deceuninck-Quick Step \| + 2s \| \| \| 20. \| Tiesj Benoot \| Team Sunweb \| + 2s \| \| |                      |                       |          |
| |                      |                       |          |
| Fonte: ProCyclingStats |                      |                       |          |
| Classificação geral |                      |                       |          |
| Ciclista | Ciclista             | Equipe                | Tempo    |
| 1. | Wout van Aert        | Jumbo-Visma           | 7h16m09s |
| 2. | Julian Alaphilippe   | Deceuninck-Quick Step | + 0s     |
| 3. | Michael Matthews     | Team Sunweb           | + 2s     |
| 4. | Peter Sagan          | Bora-Hansgrohe        | + 2s     |
| 5. | Giacomo Nizzolo      | NTT Pro Cycling       | + 2s     |
| 6. | Dion Smith           | Mitchelton-Scott      | + 2s     |
| 7. | Alex Aranburu        | Astana                | + 2s     |
| 8. | Greg Van Avermaet    | CCC Team              | + 2s     |
| 9. | Philippe Gilbert     | Lotto-Soudal          | + 2s     |
| 10. | Matej Mohorič        | Bahrain McLaren       | + 2s     |
| 11. | Andrea Vendrame      | AG2R La Mondiale      | + 2s     |
| 12. | Tadej Pogačar        | UAE Team Emirates     | + 2s     |
| 13. | Mathieu van der Poel | Alpecin-Fenix         | + 2s     |
| 14. | Oliver Naesen        | AG2R La Mondiale      | + 2s     |
| 15. | Michał Kwiatkowski   | Team Ineos            | + 2s     |
| 16. | Davide Formolo       | UAE Team Emirates     | + 2s     |
| 17. | Matteo Jorgenson     | Movistar Team         | + 2s     |
| 18. | Alberto Bettiol      | EF Pro Cycling        | + 2s     |
| 19. | Zdeněk Štybar        | Deceuninck-Quick Step | + 2s     |
| 20. | Tiesj Benoot         | Team Sunweb           | + 2s     |

## UCI World Ranking
A Milão-Sanremo outorgará pontos para o UCI World Ranking para corredores das equipas nas categorias UCI WorldTeam, UCI ProTeam e Continental. As seguintes tabelas são o barómetro de pontuação e os 10 corredores que obtiveram mais pontos:
| Posição   | 1.º | 2.º | 3.º | 4.º | 5.º | 6.º | 7.º | 8.º | 9.º | 10.º | 11.º | 12.º | 13.º | 14.º | 15.º | 16.º-20.º | 21.º-30.º | 31.º-50.º | 51.º-55.º | 56.º-60.º |
| Pontuação | 500 | 400 | 325 | 275 | 225 | 175 | 150 | 125 | 100 | 85   | 70   | 60   | 50   | 40   | 35   | 30        | 20        | 10        | 5         | 3         |

| Classificação |          |        |        |
| Posição       | Ciclista | Equipa | Pontos |
| ------------- | -------- | ------ | ------ |
| 1.º           |          |        |        |
| 2.º           |          |        |        |
| 3.º           |          |        |        |
| 4.º           |          |        |        |
| 5.º           |          |        |        |
| 6.º           |          |        |        |
| 7.º           |          |        |        |
| 8.º           |          |        |        |
| 9.º           |          |        |        |
| 10.º          |          |        |        |